# 18449 Рікваутерс
18449 Рікваутерс (18449 Rikwouters) — астероїд головного поясу, відкритий 12 серпня 1994 року.
Тіссеранів параметр щодо Юпітера — 3,192.
Названо на честь Ріка Ваутерса (англ. Hendrik Emil (Rik) Wouters; (1882—1916) — бельгійського живописця і скульптора, представника течії фовізму.